# Sofia Smidovitch
Sofia Nikolaïevna Smidovitch (russe : Софья Николаевна Смидович), de son nom de naissance Tchernosvitova (russe : Черносвитова) et de son premier nom de mariage Lounatcharskaïa (russe :  Луначарская), née le 24 février 1872 à Toula et morte le 24 novembre 1934 à Moscou, est une révolutionnaire et femme politique russe et soviétique, membre du parti ouvrier social-démocrate de Russie puis du parti communiste de l'Union soviétique.

## Biographie
Sofia Nikolaïevna Tchernosvitova nait le 24 février 1872 (7 mars dans le calendrier grégorien) à Toula, dans le gouvernement de Toula, au sud de Moscou. Sa famille est noble, et liée à celle du poète Alexandre Pouchkine, par Natalia Abramovna Pouchkina (1746-1819). Sofia Nikolaïevna est élevée dans la propriété familiale, dans le village de Chtchoutchie, dans l'ouiezd de Veniov. Son père est propriétaire terrien et exerce la profession d'avocat. Libéral, il a des sympathies révolutionnaires, accueille chez lui des étudiants, et fait construire pour sa fille une école où elle enseigne aux enfants des paysans, après avoir terminé le lycée. Elle se marie à 18 ans avec Platon Lounatcharski (ru), médecin et chirurgien, frère ainé d'Anatoli Lounatcharski ,,.
Elle part à l'étranger, où elle fréquente le groupe Libération du Travail, premier groupe marxiste russe, et ses fondateurs Gueorgui Plekhanov et Véra Zassoulitch ne tardent pas à en faire une social-démocrate convaincue. Le groupe la met en relation à Moscou avec la sœur de Vladimir Lénine, Anna Ielizarova-Oulianova. C'est de cette époque que date sa grande amitié avec la famille Oulianov.
Elle adhère au POSDR en 1898. En 1901, Sofia Nikolaïevna est arrêtée, et une mesure d'exil administratif à Toula, sous surveillance policière, est prise à son encontre. Elle travaille à la bibliothèque publique de la ville, et continue son activité politique. Elle est arrêtée une seconde fois en 1903, pour avoir participé à la préparation des manifestations du 14 septembre 1903, en même temps que Platon Lounatcharski. Il sortira de prison invalide en 1904 et mourra le 12 décembre de cette même année,,.
En 1905, Sofia Nikolaïevna est arrêtée une troisième fois et condamnée à un an d'exil à Kiev. En 1905, elle revient à Toula et y intègre le comité du POSDR (bolchevique). Elle travaille ensuite au sein des organisations du parti à Moscou. En 1910, elle est à nouveau arrêtée, et en 1911 elle est condamnée à deux ans d'exil à Toula. Elle se marie alors avec Piotr Smidovitch (ru), qu'elle connaît de par ses activités révolutionnaires,,.
En 1914 elle fait partie du bureau du comité central du parti de la région de Moscou. Elle est à Moscou lors de la révolution de Février et de la révolution d'Octobre, auxquelles elle prend une part active,.
Elle est ensuite directement impliquée dans le fonctionnement du parti bolchevique et des organes soviétiques : secrétaire du bureau du comité central du POSDR(b) de la région de Moscou, membre de sa commission du travail parmi les femmes, responsable du département de l'information. et secrétaire du praesidium du soviet de Moscou pendant la révolution d'Octobre. En 1918 et 1919 elle est membre du collège du département de l'éducation populaire de Moscou, et de 1919 à 1922 elle reprend la direction de la section des femmes du comité central du parti communiste russe (bolchévique) de la région de Moscou,.
Elle succède en 1922 à Alexandra Kollontaï à la tête du département pour l'action parmi les femmes du comité central du parti, le Jenotdel, et occupe ce poste jusqu'à son remplacement par Klavdia Nikolaïeva, en 1926.
De 1925 à 1930, elle travaille dans les services de la commission centrale de contrôle du comité central, et est membre du collège du parti de cette commission. En 1931 et 1932, elle est vice-présidente du comité pour l'amélioration des conditions de vie et de travail des femmes mis en place à la suite de la dissolution du Jenotdel en 1930, et travaille à partir de 1932 pour la société des vieux bolchéviques,.
Elle meurt le 24 novembre 1934, quelques jours avant l'assassinat de Sergueï Kirov à Léningrad. Son mari Piotr Smidovitch, président depuis 1924 du comité pour l'installation dans l'agriculture des travailleurs juifs (KOMZET), meurt en avril 1935. « Marxiste idéaliste », il échappe avec sa femme à la répression qui suivra, et l'urne contenant ses cendres est conservée dans la nécropole du mur du Kremlin sur la Place Rouge à Moscou. Mais leur mort ne protège pas leurs enfants, et un d'eux, leur fils Gleb, est arrêté en 1939 et envoyé dans un camp. Il sera ultérieurement réhabilité. Tatiana, fille du premier mariage de Sofia Nikolaïevitch, aurait également été victime de la répression stalinienne.

## Publication
- (ru) Работница и крестянка в Октябрьской революции [« Ouvrières et paysannes dans la révolution d'Octobre »], Гос. изд-во,‎ 1927 (lire en ligne)

## Distinctions
- Ordre de Lénine, le 8 mars 1933, pour son éminent travail et son abnégation pour l'instruction communiste des ouvrières et des paysannes.

## Postérité
- Une des rues de Toula porte le nom de Sofia Smidovitch[2].